# 活动星系核

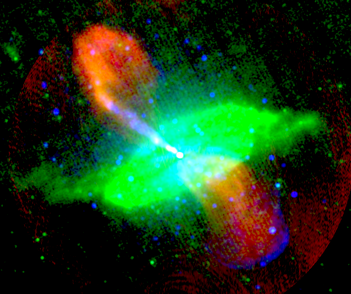
鄰近的射電星系半人馬座A的假色圖像：顯示射電輻射紅色，紅外線綠色，X射線輻射藍色。 星系活動核心發出的雙射流清晰可見。

活动星系核（英語：Active galactic nucleus，缩写：AGN）是星系中心的一个紧密区域，至少在一部分—可能全部的电磁波谱上远比普通光度高，它的特征表明过高的光度不是由恒星产生的。如此高的非恒星辐射在无线电、微波、红外线、可见光、紫外、X光、γ射线波段观测到。一个有着活动星系核的星系被称作“活动星系”。从活动星系核发出的辐射被认为是因为宿主星系中央的超大质量黑洞物质吸积产生的。
活动星系核是宇宙中电磁辐射最明亮、最持久的来源，如此之明亮以至于可以用作发现遥远天体的方法；他们伴随宇宙的时间演化，但也将它们的约束置于宇宙模型之上。
一个活动星系核可以观测得到的特性取决于它的数个属性，如中央黑洞的质量、黑洞吸积气体的速率、吸积盘的方向、星系核间宇宙尘的消光度、喷流的存在与否等。基于观测得到的特性，科学家们已经定义了活动星系核的大量子类；其中能量最强大的活动星系核被归类为类星体。

## 历史
早期对邻近星系的摄影观测发现了一些活动星系核发射谱线的明显特征，尽管那时候还没有活动星系核类型现象的物理知识。一些早期观测，包括由爱德华·法思使用分光光度法探测M77和M81核心谱线（发表于1909年），希伯·柯蒂斯发现M87的喷流(发表于1918年)。由天文学家维斯托·斯里弗、米尔顿·赫马森、尼古拉斯·梅奥尔发起的进一步的分光光度法研究，记录了一些星系核不同寻常的发射线。在1943年，塞弗特发表了一篇论文，描述了对邻近星系的观测结果，这些星系有着明亮的星系核，是不寻常宽发射线的来源。作为该研究的一部分，塞弗特观测到的星系包括M77、NGC 4151、NCG 3516、NGC 7469。如上活动星系被称作塞弗特星系，以纪念塞弗特的开创性工作。
射电天文学的发展是理解活动星系核的一个主要因素。一些早期发现的射电源都在椭圆星系附近，如M87和人马座A。另一射电源，由沃尔特·巴德和鲁道夫·闵可夫斯基确认的天鹅座A，是一个谱线不同寻常的、退行速度达1.67万公里/秒的潮汐畸变星系随着与射电辐射关联的可见光源的确认，3C星表引领着新射电源发现的进一步发展。在摄影图像中，一些天体在外观上近似点状或类似恒星状，被归类为类似恒星状射电源（随后缩写为类星体）。
1963年，由马尔滕·施密特发起的对类星体3C 273红移量的测量是一个重要的突破。施密特注意到，如果该天体属于河外星系（银河系之外，在宇宙距离上），它的红移量达到0.158。这是星系的核心区域，比其他已确认的射电星系强大100倍。不久之后，可见光波谱用于测量数量不断增长的类星体的红移量，包括3C 48，它的红移量达0.37，甚至更加遥远。
这些类星体有着巨大的光度，且谱线特性不同寻常，这表明了它们的能量来源不可能是普通恒星。1964年，埃德温·萨尔皮特和雅可夫·泽尔多维奇发表论文提出，超大质量黑洞对气体的吸积是类星体能量的来源。1969年唐纳德·林登贝尔提出，邻近星系中包含的超大质量黑洞是“死去”的类星体的遗迹，那个黑洞吸积是邻近的塞弗特星系非恒星辐射的能量来源。20世纪60年代和70年代，X射线天文学观测证实了塞弗特星系和类星体X射线辐射的强大来源，这些辐射起源于黑洞吸积盘的内部区域。
今天，无论是观测天文学，抑或是理论天文学，活动星系核都是它们研究的主要课题。活动星系核的研究包括在光度和红移的广阔范围上发现活动星系核的观测调研，宇宙演化和黑洞成长的检验、黑洞吸积物理学的研究、活动星系核的电磁辐射，活动星系核物质喷流和外流特征的检验、黑洞吸积的碰撞、星系演化中类星体的活动等领域。

## 模型

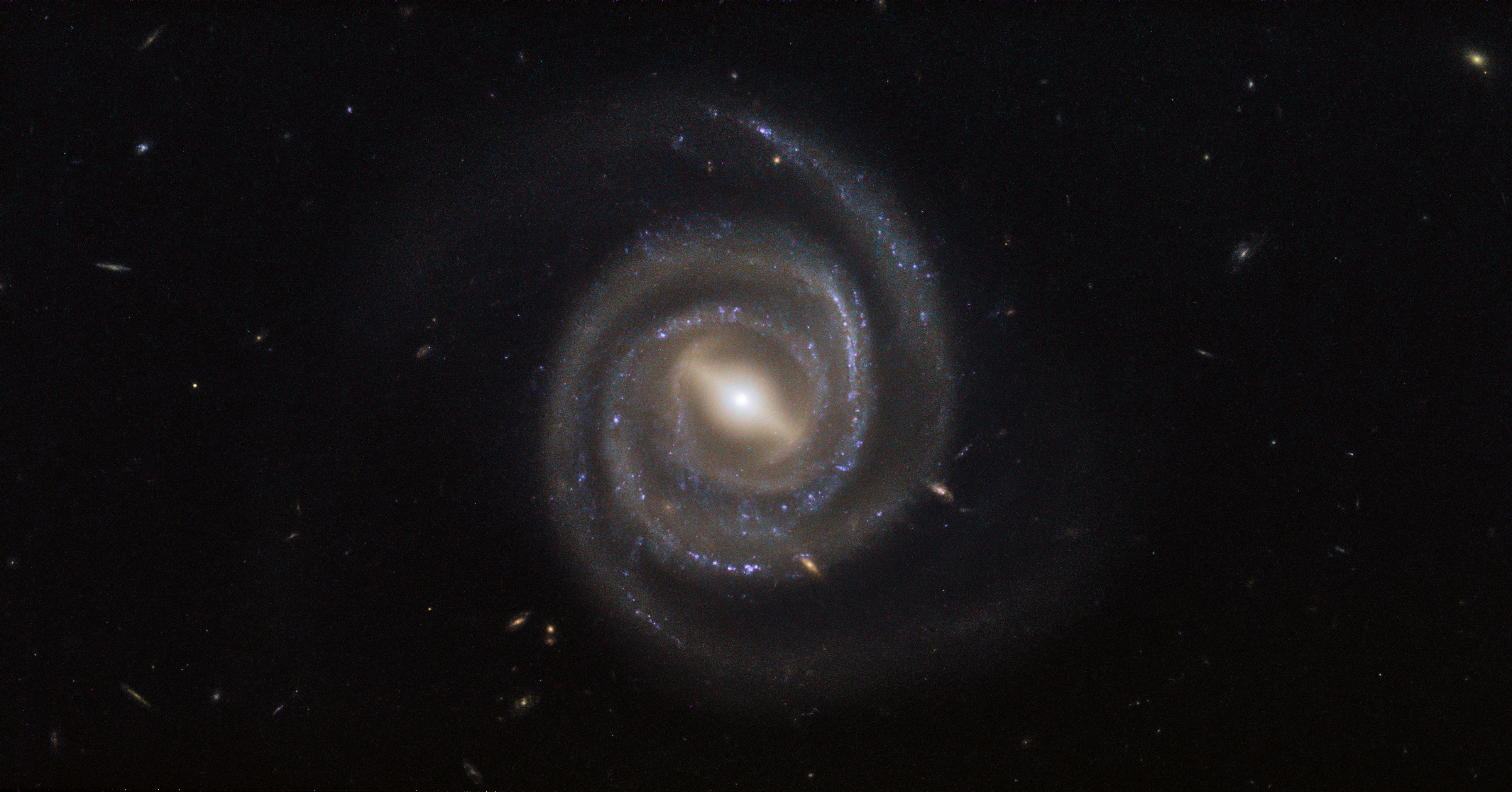
UGC 6093被归为活动星系，意味着它寄宿着一个活动星系核。

长久以来已有关于活动星系核必须有将物质吸积进106至1010倍太阳质量黑洞的驱动模式的争论活动星系核既坚实又持续极度明亮。吸积能潜在有效地将势能和动能转化为辐射，大质量黑洞拥有很高的爱丁顿光度，结果就是它能提供观测得到的持续光度。超大质量黑洞如今被认为是位于绝大多数（如果不是所有）大质量星系的中心，因为黑洞的质量与星系核球或核球光度的速度离散高度相关。因而类活动星系核的特征被预计为无论何时用于吸积的物质的供给都会来到黑洞的影响球体之内。

### 吸积盘
在活动星系核的标准模型中，靠近黑洞的冷物质形成吸积盘。吸积盘中的耗散过程向内转移物质，角动量向外，与此同时使得吸积盘变热。吸积盘的预测发射谱线在可见光-紫外达到最大；除此之外，热物质的冕在吸积盘之上形成，拥有以反康普顿散射的方式将光子提高至X光的能量。从吸积盘而来的辐射激发了接近黑洞的原子性物质，反过来在特定的发射线上发出辐射。活动星系核辐射的很大部分可能被靠近吸积盘的星际物质和宇宙尘所遮蔽，但（在稳定状况下）这将会以其他波段—绝有可能是红外波段—重新辐射出来。

### 相对论性喷流

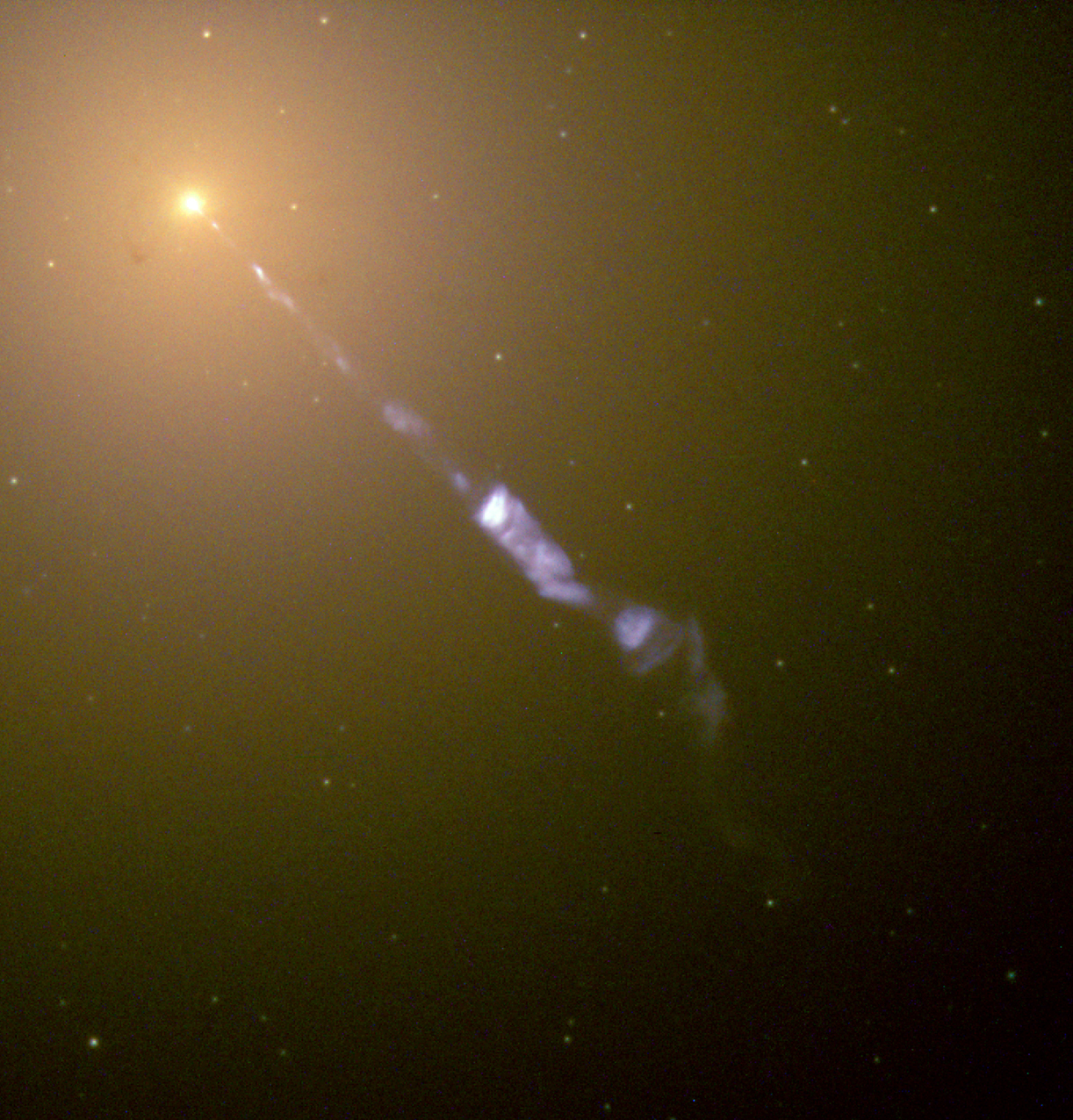
由哈勃空间望远镜拍摄的、长达5000光年、由活动星系M87星系喷射的喷流图片。这种蓝色同步辐射与来自宿主星系的黄色星光形成反差。

一些吸积盘产生一对高准直、快速流出物的喷流，这对喷流在吸积盘的相反方向出现。喷流的方向不是由吸积盘的角动量轴就是由黑洞的旋转轴决定的。由于天文仪器的分辨率过低，如今对喷流的产生机制以及在小尺度上喷流的成分仍未有了解。在无线电波段上，喷流拥有最明显的观测结果，超长极限干涉测量能用作在吸积盘散发的，在次秒差距尺度分辨率上的同步辐射的研究。然而，它们经由同步辐射和康普顿散射过程，辐射范围覆盖无线电波段至γ射线，因而活动星系核是第二个可任意观测连续辐射的潜在来源。

### 辐射低效活动星系核
有一种解析吸积的模式，称为“低效辐射”。其中广为认知的是平流主导吸积流（ADAF），但也有其他理论。对处于爱丁顿光度下的吸积速率来说，这种吸积类型非常重要。在这种吸积之下，所吸积的物质不会形成薄盘，因而不存在靠近黑洞而获得有效的能量辐射。辐射低效吸积能用来解析星系群中椭圆星系的中心黑洞的强活动星系核类型辐射的缺失。辐射低效活动星系核将用作缺乏许多特征、有吸积盘的标准活动星系核。

## 粒子加速
活动星系核是高能宇宙射线或超高能宇宙射线的候选来源。（参见加速离心机理）。

## 观测特性
活动星系核没有单一的观测特征。下面的列表涵盖了一些特征，以便系统将活动星系核辨认出来。
- 核心可见光连续发射。这是可见的，无论何时都有吸积盘的视野。喷流也贡献到活动星系核发射成分中来。可见光发射大致与波长成幂函数关系。
- 核心红外发射。这是可见的，无论何时吸积盘和它周边的环境被靠近核心的气体和灰尘遮掩，然后重新喷射出来。作为热辐射，它能从任何喷流或吸积盘相关辐射中区分出来。
- 广阔的可见光发射线。这些来自靠近中央黑洞的冷物质。由于喷射物以高速围绕着黑洞旋转，导致喷出的光子产生多普勒移动，这些谱线很宽。
- 狭窄的可见光发射线。这些来自更远的冷物质，因而比宽谱线更窄。
- 无线电连续发射。这一直是由于喷射导致的。他显示了同步辐射的一个谱线特性。
- X光连续发射。喷流或炽热的吸积盘冕都能产生这种发射。一种散射过程能产生这种发射：上述两种情况下都表现出幂函数规律的光谱。在一些射电宁静活动星系核中，除了幂函数规律的光谱成分，还存在这过量的软X光发射。这种软X光的起源目前尚未明确。
- X光线发射。这是由X光连续发射对冷且重的气体的照亮导致的（X光发射线具有荧光性）。这些X光中含有6.4千电子伏特附近的铁发射线特性。这种发射线可能狭窄也可能宽阔：相对宽阔的铁线能用作非常靠近核心的吸积盘的动力学研究，进而研究中央黑洞的性质。

## 活动星系类型
很方便就能将活动星系核分成两类，按常规成为射电宁静活动类与射电噪类。射电噪类的辐射来自天体射流和射流膨胀裂开共同带来的辐射。这些辐射决定着活动星系核在无线电波，可能在一些或所有其他波长的光度。由于喷流和喷流相关的辐射可以在所有波长上被忽略，射电宁静类天体就相对简单多了。
术语“活动星系核”时常令人迷惑，因为不同类型的活动星系核的差别有时反映了历史性的差别，这些历史性的差别来自在天体如何被发现或最初如何被归类，而不是真正物理上的不同。

### 射电宁静活动星系核
- 低电离星系核（LINER）。如同名称表明的那样，这些系统只有弱核发射线区域，没有活动星系核发射线的其他特征。暂未确定是否所有这样的星系核都是活动星系核[誰說的？]（由超大质量黑洞吸积驱动）。如果它们是，它们将成为射电宁静类活动星系核中光度最低的一种。一些与低激发射电星系类似。（参考下面）
- 塞弗特星系核。塞弗特星系核是最早确认的活动星系核清晰门类。它们拥有狭窄的可见光核心发射谱线，偶尔宽广的发射线、偶尔强烈的核X光发射、有时弱且小尺度无线电喷流。起初它们被分为两类：塞弗特I型和II型：塞弗特I型有着宽广的发射线而II型没有，塞弗特I型更像拥有强烈的低能X光发射。在这个问题上存在多种形式的阐述：例如，有着相对狭窄的宽线的塞弗特1型有时指的是窄线塞弗特I型。塞弗特星系核的宿主星系通常是螺旋星系或不规则星系。
- 射电宁静类星体/QSO。本质上是塞弗特I型星系核的更加明亮的版本：区别是很随意的，通常使用限制的光量级来表达。类星体起初在图像上“类似恒星”，通常来说，它们比它们的宿主星系来说，有着强烈的可见光连续发射。它们一直发射着强烈的可见光连续发射、X光连续发射，宽或窄的可见光发射线。一些天文学家使用术语QSO（类恒星天体）来称呼这种类型的活动星系核，以便其他人讨论到射电宁静和射电噪类星体时，为射电噪天体保留着“类星体”的名称。类星体的宿主星系可能是螺旋星系、不规则星系或椭圆星系。类星体的光度和宿主星系的质量有相关性，最明亮的类星体寄宿于质量最大的星系（椭圆星系）中。
- “类星体2型”。与塞弗特II型星系核类似，这些天体的光度与类星体相似，但没有强烈的可见光核连续发射或宽线发射。在调研中它们很少见，尽管已确认了一定数量的类星体2型候选者。

### 射电噪活动星系核
参见主条目射电星系，以讨论喷流的大尺度行为，这里仅仅讨论活动星系核。
- 射电噪类星体表现得和拥有从喷流发出的额外发射线的射电宁静类星体一模一样。因而它们表现出强烈的可见光连续发射、宽和窄的发射线、强烈的X光发射，连同核心和经常延长的无线电波发射。
- “耀变体” （蝎虎座BL型天体和光学剧变类星体）由急剧变化、可见光、无线电波、X光发射偏振区分出来的。蝎虎座BL型天体没有宽或窄的可见光发射线，因而它们的红移量仅能从它们的宿主星系的特征决定。发射线特征可能实质上已缺失，或被额外的变化成分吸收了。在后一种情况中，当可变成分处于低水平时，发射线可能会变得可见。[20]OVV型类星体表现得更像加了快速可变成分的标准射电噪类星体。在这两种类型的射电源中，变幻无常的发射线据信是从接近视线方向的喷流中发出的。相对论效应既放大了喷流的光度，也增强了变化的丰富度。2025年發現在蝎虎座（拉丁文Lacerta，意思是蜥蜴）、距離地球約9億光年的耀變體BL Lacertae，其X射線輻射特性變化極快．[21]

- 射电星系。这些天体指名了核心和延长了的无线电波发射。它们的其它活动星系核特性多种多样。它们大体上可以分为低激励和高激励两类。[22][23]低激励天体没有强烈的窄发射线或宽发射线，它们拥有的发射线可能是由不同的机制激发的。[24]它们拥有连续的可见光和X光核发射，这些发射纯粹是在喷流中产生的。[25][26]对辐射低效吸积盘活动星系核来说，它们是目前最佳的候选者。相比之下，高激励天体（窄线射电星系核）拥有与塞弗特II型星系核类似的发射谱线。宽线射电星核系的一小类型，展示了相对较强的核可见光连续发射[27]可能包含一些简单的低光度射电噪类星体天体。无论射电星系核的发射线类型怎么样，它们的宿主星系全部都是椭圆星系。

| 星系类型         | 核是否 活跃 | 发射线 | 发射线               | X光  | 过量的 | 过量的 | 强烈射电 | 喷流 | 变化 | 射电 强 |
| 星系类型         | 核是否 活跃 | 狭窄   | 宽                   | X光  | 紫外   | 远红外 | 强烈射电 | 喷流 | 变化 | 射电 强 |
| ---------------- | ----------- | ------ | -------------------- | ---- | ------ | ------ | -------- | ---- | ---- | ------- |
| 普通             | 否          | 弱     | 否                   | 弱   | 否     | 否     | 否       | 否   | 否   | 否      |
| 低电离星系核     | 未知        | 弱     | 弱                   | 弱   | 否     | 否     | 否       | 否   | 否   | 否      |
| 塞弗特I型星系核  | 是          | 是     | 是                   | 一些 | 一些   | 是     | 很少     | 否   | 是   | 否      |
| 塞弗特II型星系核 | 是          | 是     | 否                   | 一些 | 一些   | 是     | 很少     | 否   | 是   | 否      |
| 类星体           | 是          | 是     | 是                   | 一些 | 是     | 是     | 一些     | 一些 | 是   | 一些    |
| 耀变体           | 是          | 否     | 一些                 | 是   | 是     | 否     | 是       | 是   | 是   | 是      |
| 蝎虎座BL型天体   | 是          | 否     | 否/微弱              | 是   | 是     | 否     | 是       | 是   | 是   | 是      |
| 光学剧变类星体   | 是          | 否     | 比蝎虎座BL型天体强烈 | 是   | 是     | 否     | 是       | 是   | 是   | 是      |
| 射电星系         | 是          | 一些   | 一些                 | 一些 | 一些   | 是     | 是       | 是   | 是   | 是      |

## 活动星系核种类的统一模型
统一模型提出，观测到的活动星系核不同的类型是单一的物理天体类型在不同条件下的观测结果。现今最受欢迎的统一模型是“基于方向的统一模型”，简而言之，意思是不同类型天体的区别是由于它们对于观测者方向不同而产生的。然而，这仍有争议（见下文）。

### 射电宁静统一模型
在低亮度之下，被统一建模的天体是塞弗特星系核。统一模型提出，在塞弗特I型星系核中，观测者能直接观测到活动星系核。在塞弗特II型星系核中，星系核是从一个可见光连续区、宽线区和软X光辐射受阻挡的视线中观测到的。方向独立吸积模型的关键认知是，如果只是观测到的视线的角度一样，这两种类型天体能够是一样的。标准情况是具有环绕吸积盘的遮蔽圓環。遮蔽物必须足够大，以遮蔽宽线区，但不足以遮蔽窄线区。在两个类型上都能看到宽线区和窄线区。塞弗特II型星系核是透过圆环被看到的。圆环之外的是一些能分散一些核辐射的物质，允许我们看到可见光和X光连续区，在某些情况下，被强烈偏振的宽辐射线展示了它们已被分散，证明了一些塞弗特II型星系核确实含有隐藏的塞弗特I型星系核。塞弗特II型星系核的核心红外线观测结果也支持该情况。
在更高的亮度上，类星体取代塞弗特I型星系核，但如已提到的那样，对应的'II型类星体'如今是难以发现的。如果它们确实没有塞弗特II型星系核散乱的成分，将难以通过它们明亮的窄线和硬X光发射去发现它们。

### 射电噪统一模型
在历史上，射电噪统一模型上的工作已集中到高亮度射电噪类星体上。这些天体能和窄线射电星系一起，用一种直接类比于塞弗特I/II型统一模型的方式统一起来（但在反射成分方式上没有更多难题：窄线射电星系没有核可见光连续区或X光反射成分，尽管它们确实偶尔出现偏振宽线发射）。这些天体的大尺度射电结构证明了基于方向的统一模型确实是正确的、不可抗拒的证据。目前可用的X光证据，支持统一的情况：射电星系显示了从圆环而来的分散，而类星体没有，尽管射电噪天体也有软吸收喷流的相关成分，但必须要有高分辨率的观测仪器以从源头的大尺度热气体环境中分离出热辐射。从视线的一个小角度上看，相对论性喷流占统治地位，而我们看到一个有一些变化的耀类星体。
然而，射电星系中绝大部分是低光度、低激励的天体，这些天体不具有强烈的核发射线—无论是宽或窄；它们具有可见光连续区，看似完全与喷流相关的。它们的X光辐射也单纯是与喷流并存，大体上没有强烈的核吸收成分。这些天体不能看做类星体，尽管在射电辐射观测看来，它们包含一些高光度天体，是因为圆环从来不能针对所需成分隐藏窄线区域，也是因为红外研究揭示了它们没有隐藏的核成分。实际上在这些天体上没有事关圆环的证据。十之八九，仅在相对性辐射是重要的天体上形成不同的类型。在小视线角度上，它们表现为耀变体。

### 射电宁静统一模型的评论
在最近的活动星系核文献中，增加的观测资料似乎与统一模型的一些关键预测相矛盾，这成为了激烈辩论的主题。例如，每一个塞弗特II型星系核有着模糊的塞弗特I型星系核（一个隐藏的宽线区）。
因而，没人能够知道所有塞弗特II型星系核的气体是否从中心的单一、非恒星连续源头被光电离化，抑或是由于强烈的星暴。分光偏振研究表明只有50%的塞弗特II型星系核有隐藏的宽线区，从而将塞弗特II型星系核分为两种。两种塞弗特II型星系核似乎在光度上有所不同，没有隐藏宽线区的塞弗特II型星系核一般亮度较低。这表明了缺乏宽线区的塞弗特II型星系核与爱丁顿比率较低相关，而与遮蔽物无关。
圆环的覆盖因子可能扮演了一个重要角色。一些由活动星系核的X光研究支持的圆环模型预测了塞弗特I型星系核和塞弗特II型星系核能够从圆环覆盖因子的光度-和吸积速率相关性获得不同的覆盖因子。该模型也表明了宽线区域的吸积速率的相关性，提供了从更活跃的塞弗特I型星系核到更死气沉沉的塞弗特II型星系核的自然演化的理论基础，能够解释低光度下统一模型的失效和宽线区的演化。
单一活动星系核的研究严重偏离于统一模型，来自统计测试的结果已与之相矛盾。使用塞弗特I型星系核和II型星系核的统计样本的直接比较的统计方法的最重要缺点是选择偏好的引入，这种选择偏好是各向异性选择标准带来的。
研究邻近星系—而不是活动星系核自身首先表明了塞弗特II型星系核邻近的星系数量大于塞弗特I型星系核的，这与统一模型相矛盾。今天，克服了先前小样本量和各向异性选择的限制之后，对邻近成百上千个活动星系核临近星系的研究显示了塞弗特II型星系核的邻近星系实际上比I型的含有更多灰尘、形成更多的恒星，活动星系核类型间的联系，掌控着星系的形态和碰撞历史。此外，活动星系核类型的角度聚类研究确认了它们居于不同环境中，显示了它们居于不同质量大小的暗物质光轮中。活动星系核环境研究与基于演化的、塞弗特II型星系核在合并中转化为塞弗特I型星系核的统一模型一致，支持了早期的合并驱动激活塞弗特I型星系核核的模型。
尽管关于每一个独立研究的论战仍在继续，但他们全部同意最简单的、基于视角的活动星系核统一模型是不完善的。看起来在恒星形成和活动星系核的能量来源方面，塞弗特I型星系核和塞弗特II型星系核都是不同的。
尽管一个模糊的塞弗特I型星系核能够表现为塞弗特II型星系核可能很有效，但不是所有的塞弗特II型星系核一定要寄宿于模糊的塞弗特I型星系核上。是否是相同的模式在驱动着所有的塞弗特II型星系核、与射电噪活动星系核的联系、一些活动星系核的在短时间内两种类型间的变化机制、活动星系核类型与小/大尺度环境的联系的理解，对试图涵盖任一活动星系核的统一模型来说，仍然是重要的问题。

## 宇宙学用途和演化
一直以来，由于活动星系亮度高，因而无论在可见光抑或在无线波谱，它们把持着已知天体的最高红移量记录。它们也在早期宇宙研究中扮演着重要角色，但现在科学家们认识到活动星系核通常会给一张“典型”高红移量星系的照片。
看起来在宇宙早期有更多的最强亮度级别的活动星系核（射电噪和射电宁静）。这表明了宇宙早期形成了大质量黑洞，并且在宇宙早期明亮活动星系核的形成条件比起现在来说更加寻常。例如：比起现在来说，靠近星系中心冷气体的可利用性更高。这也暗示了曾是明亮的类星体的天体现在亮度更低了，或完全不活动了。由于在高红移量的情况下观测低亮度活动星系核的困难性，低亮度活动星系核的演化更少被了解到。